# 드림풋볼

## 주요 사업
```
* 유소년 축구대회 기획 및 실행
* 국내외 유소년 교류 및 대회 참가
* 유소년 축구 콘텐츠 제작
* 지역 연계형 축구문화 프로젝트
```

## 주요 활동
```
* 전국 유소년 축구대회 기획 및 운영
* 유소년 축구 콘텐츠 제작 (다큐멘터리, 하이라이트, 인터뷰 등)
* 공공기관 및 지자체와 협력한 축구문화 활성화 사업
```

## 대표 대회 및 프로젝트
```
* 드림풋볼컵 청춘양구 전국 유소년 축구대회: 강원특별자치도 양구군과 협력하여 개최되는 전국 규모 유소년 축구대회
* 하늘내린인제 전국 유소년 드림풋볼 페스티벌: 강원특별자치도 인제군과 협력하여 개최되는 전국 규모 유소년 축구대회
* MIC CUP (스페인): 해외 초청 유소년 국제대회 참가 프로젝트
* DreamFootball Documentary: 유소년의 일상과 성장 과정을 담은 유튜브 기반 다큐멘터리 콘텐츠
```

## 기타
```
* 참가 - 민간 주도 투명 운영, 공공 보조사업 협업
* 운영 - 아동·청소년 보호 원칙 하의 운영
* 진행 - 유소년 축구 생태계 정착과 인재 육성을 위한 캠페인 진행 중
```